# La Cienega Boulevard
La Cienega Boulevard est une route importante nord-sud de Los Angeles, en Californie, qui va de Sunset Boulevard à West Hollywood jusqu'à El Segundo Boulevard à Hawthorne. La voie marque la frontière entre le Westside et la partie centrale de Los Angeles.

## Culture populaire
. La Cienega Boulevard apparaît dans l'épisode 4 Plein Cadre de la saison 1 de Columbo, avec un gros plan sur le panneau. C'est l'adresse de l'atelier du peintre Sam Franklin.
. La Cienega Boulevard fait l'objet du titre "Rendez-vous sur la Cienega" sur l'album de Michel Berger "Mon piano danse" sortie en 1976. 